# Muzeum Dyplomacji i Uchodźstwa Polskiego w Bydgoszczy

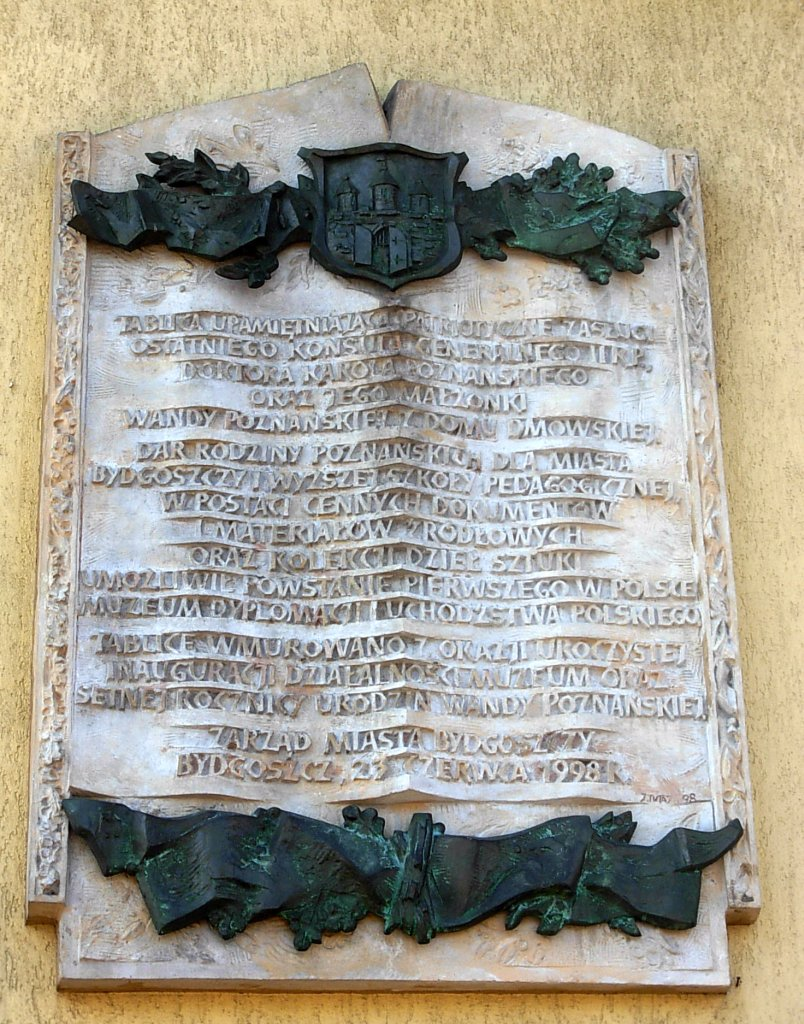
Tablica pamiątkowa Karola i Wandy Poznańskich

Muzeum Dyplomacji i Uchodźstwa Polskiego w Bydgoszczy – jedyna w kraju placówka muzealna prezentująca historię dyplomacji i rządu polskiego na uchodźstwie w Londynie.

## Historia
Początki muzeum wiążą się z decyzją przekazania Polsce archiwalnych zbiorów dyplomatycznych przez mieszkającą w Kanadzie Wandę Poznańską – wdowę po Karolu Poznańskim (1893–1971), konsulu generalnym II RP w Paryżu (1927–1934) i Londynie (1934–1945).
Zapewnienie takie uzyskał będący w kontakcie z Poznańską prof. dr hab. Adam Sudoł z Uniwersytetu Kazimierza Wielkiego w Bydgoszczy.
W październiku 1997 r. do Montrealu pojechała oficjalna delegacja, która wręczyła Wandzie Poznańskiej medal „Za Zasługi dla Miasta Bydgoszczy”. Jednocześnie swoje archiwalia: książki, pamiątki, mundury wojskowe i dyplomatyczne przekazała liczna grupa polskich emigrantów.
W 1998 r. Rada Miasta Bydgoszczy podjęła decyzję o przekazaniu na potrzeby muzeum willi przy ul. Berwińskiego 4, zaś w 23 czerwca tego roku zainaugurowano działalność placówki. Pierwszym dyrektorem został prof. dr hab. Adam Sudoł.
Minister spraw zagranicznych RP objął działalność muzeum honorowym patronatem i poinformował o nim wszystkie polskie ambasady i placówki konsularne. Zaczęły napływać kolejne dary od Polaków osiadłych w różnych krajach.
2 czerwca 1999 r., po ukończeniu koniecznych prac remontowych, dokonano uroczystego otwarcia stałej siedziby Muzeum Dyplomacji i Uchodźstwa Polskiego.
Muzeum stanowi samodzielną placówkę badawczą przy Wydziale Historycznym Uniwersytetu Kazimierza Wielkiego w Bydgoszczy służącą mieszkańcom Bydgoszczy, regionu i kraju oraz Polonii na całym świecie.

## Sylwetka Karola i Wandy Poznańskich
Praca w służbie dyplomatycznej i konsularnej Karola Poznańskiego rozpoczęła się w 1920 roku, gdy brał udział w rokowaniach zakończonych podpisaniem traktatu ryskiego 18 marca 1921 r. W latach 1927–1934 był konsulem generalnym II RP w Paryżu, a od 1934 w Londynie. Jego oficjalna misja dyplomatyczna zakończyła się 5 lipca 1945 r., kiedy Wielka Brytania i pozostali alianci uznali Tymczasowy Rząd Jedności Narodowej w Polsce, co oznaczało jednocześnie cofnięcie uznania dla rządu emigracyjnego w Londynie. Większość polskich dyplomatów wybrała wówczas los emigrantów politycznych.
Wanda z Dmowskich Poznańska urodziła się 23 lipca 1898 r. Starannie wykształcona, znająca języki obce, biegle posługująca się klasyczną stenografią niemiecką, po odzyskaniu przez Polskę niepodległości została zaproszona do pracy w polskim parlamencie. Znała osobiście Józefa Piłsudskiego i wszystkich najważniejszych polityków tamtego okresu. Jako stenografistka, a potem radca, brała udział w ważniejszych wydarzeniach dyplomatycznych.
Była m.in. świadkiem rokowań, które zakończyły są podpisaniem traktatu ryskiego. Jako członek polskiej delegacji uczestniczyła w konferencji ekonomicznej w Genui w 1922 r., pełniąc funkcję osobistej sekretarki ministra Gabriela Narutowicza oraz stenografistki polskiej delegacji. Po zabójstwie prezydenta Gabriela Narutowicza przypadł jej w udziale obowiązek pisania stenogramu z przebiegu jednodniowej rozprawy przeciwko zabójcy pierwszego prezydenta II RP.
W 1940 r. przybyła do Kanady na pokładzie okrętu wojennego, po czym w 1944 r. wspólnie z matką i córką powróciła do Wielkiej Brytanii do męża, który trwał nieprzerwanie na stanowisku konsula generalnego II RP. Po 1945 r. Wanda i Karol Poznańscy wyemigrowali do Montrealu w Kanadzie, gdzie spędzili resztę życia.
Wanda Poznańska zmarła 4 czerwca 2003 r., w Montrealu. Zgodnie z jej testamentem została pochowana w Bydgoszczy, gdzie nigdy nie była, ale chciała spocząć wśród ludzi, którzy byli jej życzliwi w jesieni życia.

## Ekspozycja

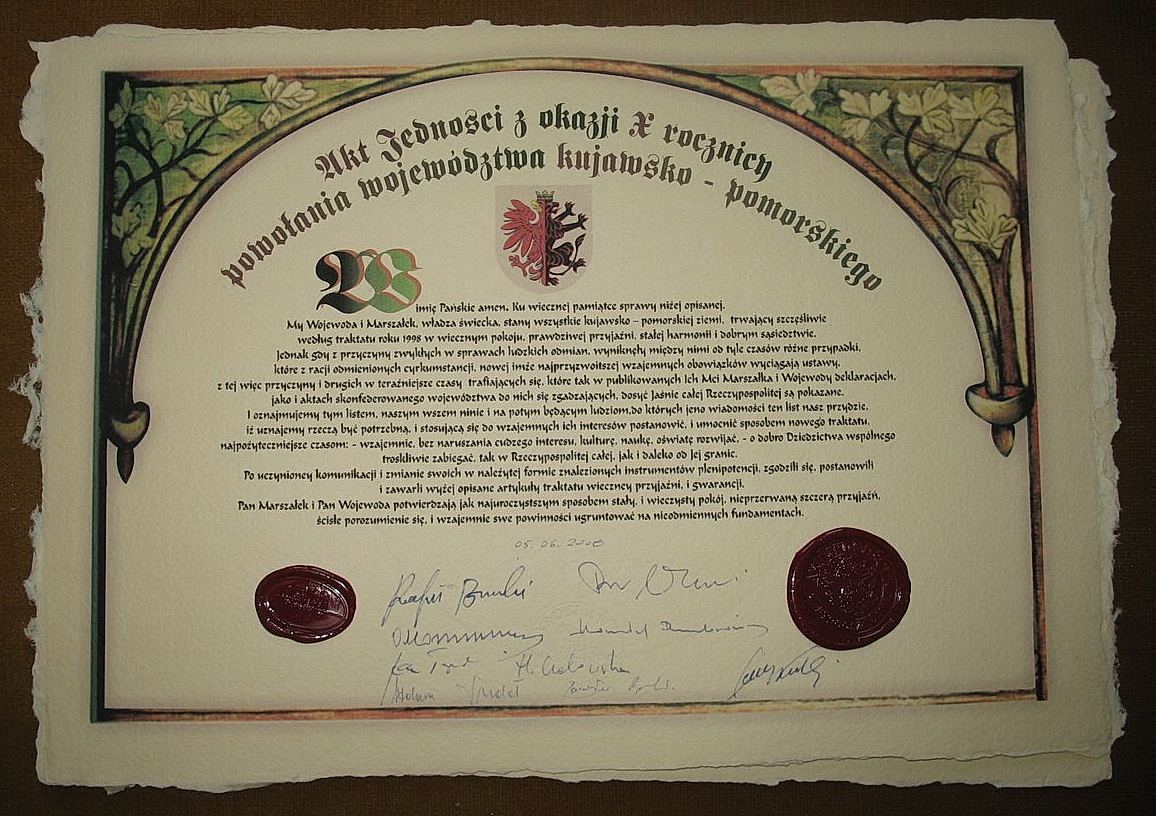
„Akt Jedności” podpisany z okazji X rocznicy powstania województwa kujawsko – pomorskiego podczas wystawy AutografExpo w siedzibie muzeum

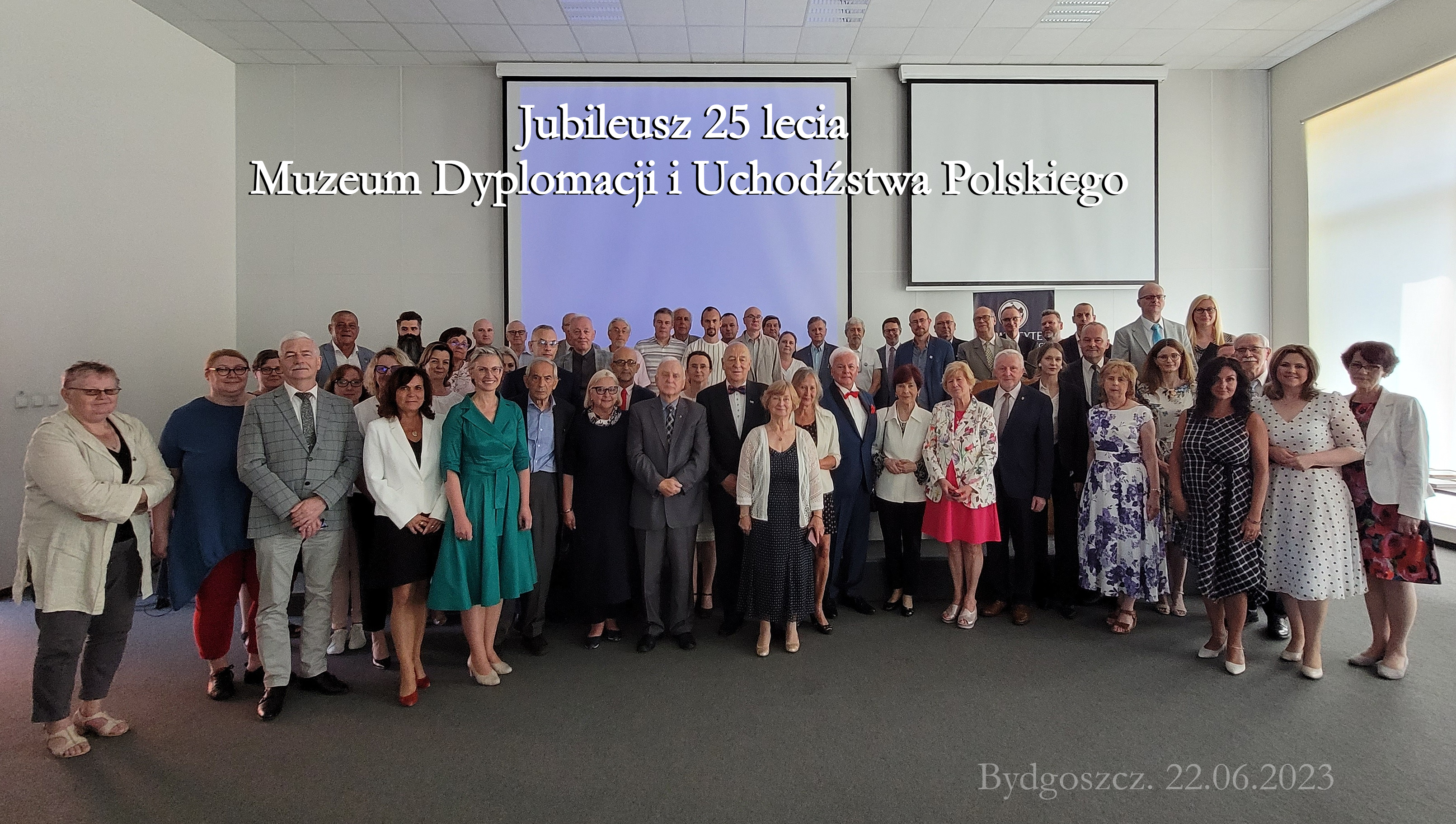
Uroczyste spotkanie z okazji Jubileuszu 25 lecia Muzeum Dyplomacji i Uchodźstwa

Czołowym zasobem muzeum jest „Archiwum Rodziny Poznańskich”, a w niej oryginalne dokumenty, fotografie, korespondencja służbowa i prywatna, rękopisy i testamenty wybitnych Polaków, kolekcja sztychów Stefana Mrożewskiego (1894–1975) oraz zbiór polskich banknotów z okresu międzywojennego.
Wśród zgromadzonych archiwaliów znajdują się również m.in. unikatowe dokumenty należące do Józefa Becka, ostatniego ministra spraw zagranicznych II RP, które przekazał z USA syn dyplomaty Andrzej Beck, a także archiwalia dotyczące dziejów polskiego ruchu ludowego w Stanach Zjednoczonych i Belgii.
Muzeum posiada ponadto historyczne mundury, odznaczenia wojskowe oraz medale, a także kolekcję sztandarów i chorągwi.
Po śmierci Wandy Poznańskiej w 2003 r., do muzeum trafiła także spuścizna mebli i obrazów, m.in. dzieła Rembrandta, Wyspiańskiego, Fałata, Boznańskiej, Gersona, Gottlieba, Wyczółkowskiego.
W 2008 r. w muzeum podczas wystawy AutografExpo z okazji X rocznicy powstania Województwa Kujawsko – Pomorskiego podpisany został symboliczny dokument nazwany „Aktem Jedności”. Sygnatariuszami dokumentu byli: marszałek województwa kujawsko-pomorskiego – Piotr Całbecki, wojewoda kujawsko-pomorski – Rafał Bruski, prezydent Bydgoszczy – Konstanty Dombrowicz, ambasador Ukrainy w Polsce – Ołeksandr Mocyk, gość honorowy – Jerzy Kulej, władze uczelni bydgoskich, dyrektor muzeum prof. Adam Sudoł (politolog), oraz biegły sądowy i twórca dokumentu Jarosław Pijarowski.

## Wystawy
Muzeum organizuje wystawy stałe i czasowe, m.in.:
- „Dzieje dyplomacji polskiej po 1918 r.”,
- „Dzieje uchodźstwa polskiego po 1918 r.”,
- wystawa portretów wybitnych Polaków mieszkających w Anglii,
- „Polacy w historii świata”,
- „55 lat działalności Związku Harcerstwa Polskiego poza granicami kraju”,
- „Żołnierze wyklęci” – wystawa dokumentalna przedstawiająca losy podziemia antykomunistycznego na ziemiach polskich po 1944 r.,
- „Sowietyzacja i depolonizacja Kresów Wschodnich II Rzeczypospolitej” – wystawa reprodukcji unikatowych fotografii z Archiwum Dokumentacji Filmowej i Fotograficznej w Krasnogorsku k. Moskwy,
- „Walka, pojednanie, przyjaźń. Gnyś i Neubert – piloci września 1939” i inne.

## Działalność
W placówce odbywają się konferencje naukowe, spotkania Polonii z młodzieżą, wykłady, olimpiady historyczne. Pracownicy naukowi, doktoranci, studenci, dziennikarze wykorzystują w swej pracy gromadzone tu archiwalia. Muzeum Dyplomacji i Uchodźstwa Polskiego ścisłe współpracuje ze Stowarzyszeniem „Wspólnota Polska”, które angażuje się w pomoc Polakom mieszkającym na terenach b. ZSRR oraz z Towarzystwem Miłośników Wilna i Ziemi Wileńskiej, co owocuje utworzeniem Centrum Badań Regionalnych – Działu Kresów Północno-Wschodnich.
W marcu 2002 r. w muzeum toczyły się obrady Światowej Rady Badań nad Polonią wspieranej przez prof. dr. Edwarda Szczepanika, ostatniego premiera rządu II RP na Uchodźstwie.

## Honorowi kustosze Muzeum[2]
- Henri Musielak – Francja
- Dorota Guczalska – USA
- Ryszard Ciskowski – USA
- Feliks Rembiałkowski – USA
- Zuzanna Pankanin – Francja

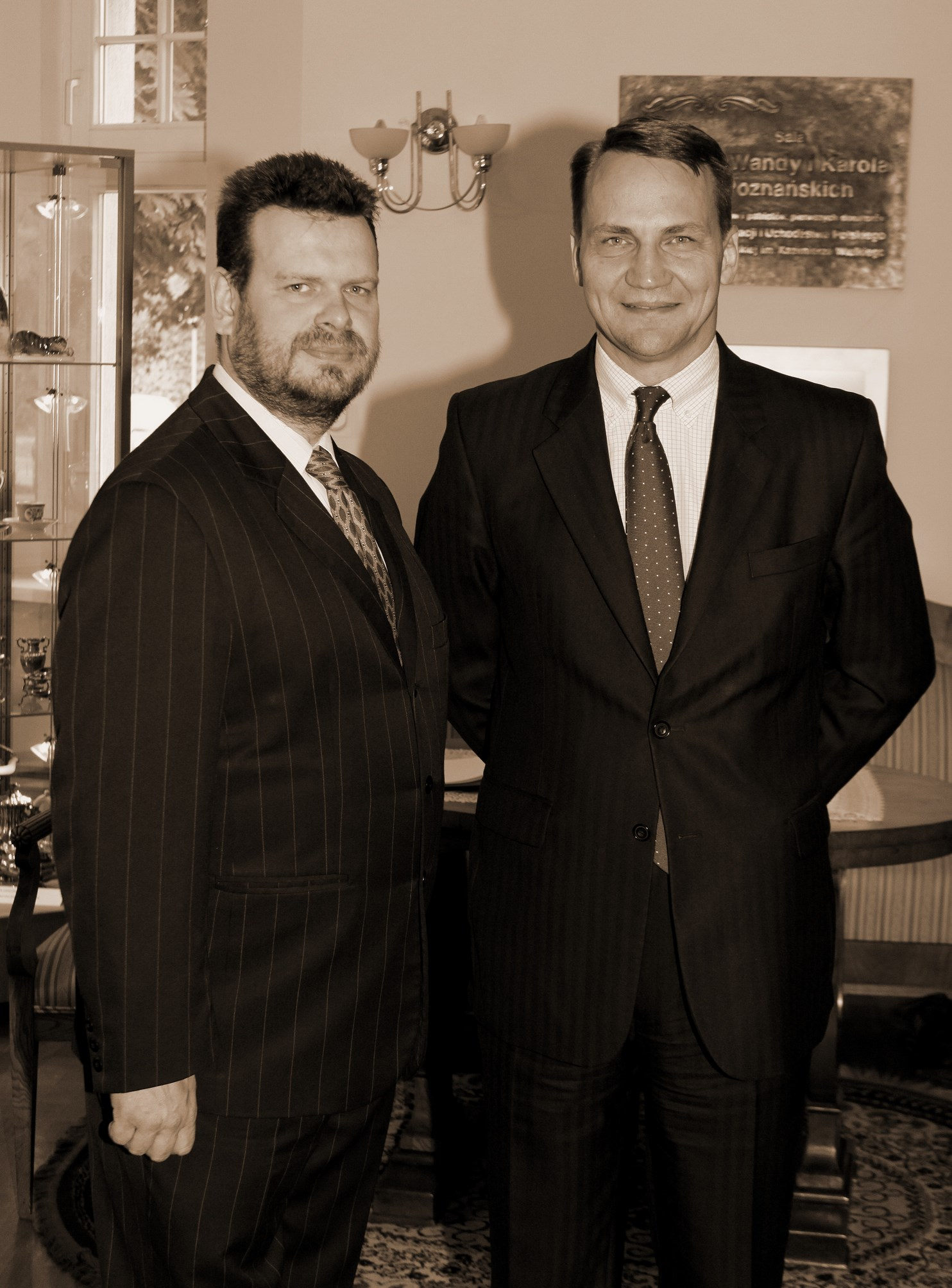
Honorowi kustosze Muzeum Dyplomacji i Uchodźstwa Polskiego: J. Pijarowski i R. Sikorski

- Marian Dąbrowski – Wielka Brytania
- Roman Lewicki – Wielka Brytania
- Światowy Związek Bydgoszczan
- Dorota Kempka – Polska
- Lech Różycki – Polska
- Arkadiusz Jawień – Polska
- Margaret Anne Adamson – Australia
- Mariusz Kałdowski – Wielka Brytania
- Waldemar Serocki – Polska
- Jarosław Pijarowski – Polska
- Radosław Sikorski – Polska (ofiarodawca tzw. kabiny ciszy).